# ルスラン・カムボロフ
ルスラン・アレクサンドロヴィチ・カムボロフ（Ruslan Aleksandrovich Kambolov 、1990年1月1日 - ）は、ロシア・ウラジカフカス出身のプロサッカー選手。ロシア代表。FCアクトベ所属。ポジションは、ミッドフィールダー（DMF）。

## 経歴

### クラブ
地元クラブのFCアラニア・ウラジカフカスの下部組織を経て、FCロコモティフ・モスクワの下部組織に移籍し、2007年にトップチームに昇格。しかし在籍4年でリーグ戦わずか14試合の出場に留まり、以来ロシア国内のクラブを転々としている。
2014年1月、FCルビン・カザンに移籍。
2019年6月10日、FCクラスノダールに2年契約で移籍。
2021年9月7日、FCアルセナル・トゥーラに移籍。
2022年3月5日、FCアクトベに移籍。

### 代表
2015年3月のカザフスタン戦でロシア代表デビュー。
FIFAコンフェデレーションズカップ2017を戦うロシア代表のメンバーに選出され、背番号10を背負うこととなったが、大会での出場機会はなく、チームは1勝2敗のグループリーグで敗退した。
以降代表での出場機会はなかったが、2018 FIFAワールドカップに向けた28人の候補メンバーに選ばれたもの、肩の負傷で離脱することになった。代役にUEFA EURO 2016をもって代表を引退していたセルゲイ・イグナシェヴィッチが追加招集された。